# Page de code 863
La page de code 863 est une page de code francophone utilisée au Canada avec le système d'exploitation DOS. C’est une extension de l’ASCII sur 8 bits, partiellement compatible avec la page de code 437 dont elle est dérivée et qu’elle modifie. 

## Table de codage standard
| v · d · m | 0   | 1   | 2   | 3   | 4   | 5   | 6   | 7   | 8   | 9  | A   | B   | C  | D  | E  | F   |
| --------- | --- | --- | --- | --- | --- | --- | --- | --- | --- | -- | --- | --- | -- | -- | -- | --- |
| 0x        | NUL | SOH | STX | ETX | EOT | ENQ | ACK | BEL | BS  | HT | LF  | VT  | FF | CR | SO | SI  |
| 1x        | DLE | DC1 | DC2 | DC3 | DC4 | NAK | SYN | ETB | CAN | EM | SUB | ESC | FS | GS | RS | US  |
| 2x        | SP  | !   | "   | #   | $   | %   | &   | '   | (   | )  | *   | +   | ,  | -  | .  | /   |
| 3x        | 0   | 1   | 2   | 3   | 4   | 5   | 6   | 7   | 8   | 9  | :   | ;   | <  | =  | >  | ?   |
| 4x        | @   | A   | B   | C   | D   | E   | F   | G   | H   | I  | J   | K   | L  | M  | N  | O   |
| 5x        | P   | Q   | R   | S   | T   | U   | V   | W   | X   | Y  | Z   | [   | \  | ]  | ^  | _   |
| 6x        | `   | a   | b   | c   | d   | e   | f   | g   | h   | i  | j   | k   | l  | m  | n  | o   |
| 7x        | p   | q   | r   | s   | t   | u   | v   | w   | x   | y  | z   | {   | \| | }  | ~  | DEL |

| v · d · m | 0 | 1 | 2 | 3 | 4 | 5 | 6 | 7 | 8 | 9 | A | B | C | D | E | F      |
| --------- | - | - | - | - | - | - | - | - | - | - | - | - | - | - | - | ------ |
| 8x        | Ç | ü | é | â | Â | à | ¶ | ç | ê | ë | è | ï | î | ‗ | À | §      |
| 9x        | É | È | Ê | ô | Ë | Ï | û | ù | ¤ | Ô | Ü | ¢ | £ | Ù | Û | ƒ      |
| Ax        | ¦ | ´ | ó | ú | ¨ | ¸ | ³ | ¯ | Î | ⌐ | ¬ | ½ | ¼ | ¾ | « | »      |
| Bx        | ░ | ▒ | ▓ | │ | ┤ | ╡ | ╢ | ╖ | ╕ | ╣ | ║ | ╗ | ╝ | ╜ | ╛ | ┐      |
| Cx        | └ | ┴ | ┬ | ├ | ─ | ┼ | ╞ | ╟ | ╚ | ╔ | ╩ | ╦ | ╠ | ═ | ╬ | ╧      |
| Dx        | ╨ | ╤ | ╥ | ╙ | ╘ | ╒ | ╓ | ╫ | ╪ | ┘ | ┌ | █ | ▄ | ▌ | ▐ | ▀      |
| Ex        | α | ß | Γ | π | Σ | σ | µ | τ | Φ | Θ | Ω | δ | ∞ | φ | ε | ∩      |
| Fx        | ≡ | ± | ≥ | ≤ | ⌠ | ⌡ | ÷ | ≈ | ° | ∙ | · | √ | ⁿ | ² | ■ | NBSP - |

La première moitié de la table correspond à la norme ISO/CEI 646 (dont les caractères de la variante américaine US-ASCII sont utilisés et montrées sur fond vert). Les caractères de contrôle conservent dans cette table normale leur interprétation conforme à la norme ISO 646 et sont montrés sur fond rouge avec leur désignation symbolique usuelle. Les caractères correspondant à certaines interprétations spéciales dans d’autres variantes nationales de l’ISO 646 sont sur fond jaune.
La seconde moitié de la table en est l’extension sur 8 bits telle que définie dans la page de code 863. Les différences avec la page de code 437 sont affichées avec un fond bleu.

## Comparaison avec les pages de code 437 et 850
La page de code 863 présente 21 symboles différents par rapport à la page de code 437.  Des majuscules accentuées ont été ajoutées en remplacement de caractères non-francophones (à l'exception des symboles æ et Æ supprimés). La page de code 863 permet de préserver les symboles mathématiques de même que les symboles de traçage de tableaux, ce qui n'est pas le cas de la page de code 850.